# قرة إدواردز
قرة إدواردز (بالإنجليزية: Kara Edwards)‏ هي مقدمة برامج إذاعية وممثلة أمريكية، ولدت في 17 فبراير 1977 في الولايات المتحدة.

## وصلات خارجية
- قرة إدواردز على موقع IMDb (الإنجليزية)
- قرة إدواردز على موقع قاعدة بيانات الفيلم (الإنجليزية)
- قرة إدواردز على موقع ANN person (الإنجليزية)